# ألبيريتي دي سان خوان
بلدية ألبيريتي دي سان خوان (بالإسبانية: Alberite de San Juan) هي بلدية تقع في مقاطعة سرقسطة التابعة لمنطقة أراغون شمال شرق إسبانيا.

## الديموغرافيا
بلغ عدد سكان بلدية ألبيريتي دي سان خوان 99 نسمة عام 2011 (وفقاً للمعهد الوطني الإسباني للإحصاء).
| 107 | 98 | 97 | 104 | 111 | 102 | 99 |